# Дозвуковая скорость
Дозвуковая скорость — скорость движения тела (транспортного средства, в частном случае), меньшая чем скорость распространения звуковых колебаний при заданных условиях в заданной среде.
Например, в воздухе при нормальных условиях скорость звука составляет 331,46 м/с (1193 км/ч).
Скорость звука может меняться в зависимости от условий среды (например, при большей плотности среды звук распространяется быстрее).
При дозвуковой скорости наилучшая обтекаемая форма — каплевидная. При движении на дозвуковой скорости рост сопротивления воздуха (или другого вещества) не является прямо пропорциональным росту скорости тела. Наибольшее сопротивление воздух оказывает при скорости в 1 М (1 Мах).